# Hang In There, Baby
«Hang In There, Baby» (возможные переводы с англ. — «Не сдавайся, детка», «Держись, малышка», «Держись, крошка») — чёрно-белый мотивационный плакат Виктора Болдуина (Victor Baldwin), популярный в США в 1970-х годах. На нём изображён испуганный котёнок, повисший на ветке дерева, уцепившись за неё передними лапами. Плакат подписан «Hang In There, Baby» — «Не сдавайся, малыш». Позже появилось множество подражаний оригиналу, в которых котята висят на ветках деревьев, верёвках для белья и т. д., порой с изменёнными подписями: «Hang in there, kitty» (с англ. — «Не сдавайся, киска») и «Hang in there!» (с англ. — «Держись!»).

## История создания
Оригинальный плакат был создан Виктором Болдуином, фотографом из Лос-Анджелеса, специализировавшемся на фотографии животных. В 1963 году Болдуин делал фотографии для детской книги «The Outcast Kitten» (с англ. — «Отверженный котёнок»), в которой котёнок Вики по сюжету выполнял различные акробатические трюки, чтобы понравиться своей приёмной матери-кошке и братьям. Болдуин был любителем животных, особенно кошек, и в качестве модели для фотографий взял одного из своих котят — сиамского котёнка по имени Сасси (Sassy). Книга вышла лишь в 1970 году, и к тому времени Сасси уже умерла. На одном из снимков Сасси на лапах подтягивалась на жёрдочке. По словам племянника Болдуина, Виктор сделал 40-50 снимков, прежде чем получил тот результат, которого добивался. Фотография столь понравилась Болдуину, что в декабре 1972 года он увеличил её, добавил надпись «Hang In There, Baby» и повесил у себя в студии. Американское выражение «hang in there, baby!», означающее «держись!», употреблялось в начале 1960-х в субкультуре хиппи и позже стало использоваться применительно к спорту и политике.
Портретная студия Виктора посещалась многими известными людьми, такими как Рональд Рейган и Фрэнк Синатра, и первую копию плаката купил Мередит Уиллсон. Вскоре плакат стал популярным. Болдуин нанял две дюжины распространителей, каждый из которых продавал от 150 до 1500 плакатов ежедневно по 2 доллара за штуку. Кроме самих плакатов Болдуин продавал фотографию Сасси на кофейных и пивных кружках, сумках, пепельницах и других предметах. К 1978 году самому Болдуину удалось реализовать 350 тыс. плакатов, при этом число плакатов, проданных без разрешения автора, составило, по оценкам Болдуина, 10,5 млн. Виктор занялся защитой своих авторских прав, подавая в суд на людей, копирующих его фотографию без разрешения. По его словам, он выиграл все судебные процессы, в которых участвовал. Полученные от судебных процессов и продажи плакатов деньги Болдуин потратил на развод, к которому долгое время стремился. Умер Болдуин в середине 1990-х.

## В обществе и в культуре
В сентябре 1973 года плакат «Hang in there, Baby» был преподнесён вице-президенту США Спиро Агню c 88-ю подписями конгрессменов и дополнительной надписью «Вице-президенту от нескольких его друзей». В это время Спиро Агню находился под угрозой судебного преследования и его сторонники хотели таким образом его поддержать. Немногим позже, во время Уотергейтского скандала, плакат висел у президента Никсона в спальне. Журнал Popular Photography & Imaging отмечает, что плакат «Hang In There, Baby» стал классикой китча 1970-х, на его тему было создано множество имитаций и подражаний.

### Комментарии
1. ↑  По данным Los Angeles Times — в 1971 году
2. ↑  англ. To the Vice President from a few of his friends